# Зангелан (аэропорт)
Зангеланский международный аэропорт (азерб. Zəngilan beynəlxalq hava limanı) — международный аэропорт в Зангеланском районе Азербайджана.

## История
Осенью 2020 года ВС Азербайджана вернули контроль над Зангеланским районом, который в 1993 году был занят армянскими вооружёнными формированиями.
В феврале 2021 года президент Азербайджана объявил, что с учётом планов по созданию в Зангеланском районе логистического центра в районе будет построен международный аэропорт. По его словам, географическое положение Зангеланского района, граничащего с Арменией и Ираном, позволит превратить район в транспортно-логистический центр.
В апреле 2021 года состоялась церемония закладки фундамента аэропорта. Протяженность взлетно-посадочной полосы составит 3 километра. Аэропорт сможет принимать все виды воздушных судов, включая тяжелые транспортные самолеты. Строительство аэропорта завершено в 2022 году.
20 октября 2022 года состоялось открытие аэропорта. На церемонии открытия приняли участие главы Азербайджана и Турции. Самолет президента Турецкой Республики Реджеп Тайип Эрдогана приземлился в Международном аэропорту Зангелан. 22 октября был осуществлен первый гражданский рейс на самолете «Ханкенди» авиакомпании Buta Airways.
Международная организация гражданской авиации присвоила аэропорту код UBBZ, Международная ассоциация воздушного транспорта — код ZZE.

## Технические характеристики
Аэропорт способен принимать все виды воздушных судов, в том числе широкофюзеляжные тяжелые транспортные самолеты.
Взлётно-посадочная полоса: асфальтобетонное покрытие. Протяженность — 3 км. Ширина — 60 метров.
Площадь перрона — 60 км2.
Аэропорт обеспечивает соответствие полётов стандартам ICAO и IATA.
Терминал рассчитан на 200 пассажиров в час.
Действует Вышка управления воздушным движением, система инструментальной посадки ILS/DME, навигационные системы воздушного судна по маршруту VOR/DME, системы первичных и вторичных радаров. Системы зарегистрированы в авиационных каталогах ICAO и Евроконтроль.